# Johann Georg Gmelin
Johann Georg Gmelin (10 de agosto de 1709-20 de mayo de 1755) fue un naturalista, botánico y geógrafo alemán.

## Biografía
Nació en Tubinga, siendo hijo de un boticario. En su infancia demostró ser superdotado y con dieciocho años obtiene el título de médico. En 1730 se traslada a San Petersburgo y al año siguiente fue nombrado profesor de la química y de historia natural. Por su influencia Johann Amman deja a Hans Sloane en Londres para tomar un puesto en San Petersburgo. El final de dos de los volúmenes de la obra de Johann Christian Buxbaum titulada Centuria fueron publicados de forma póstuma por Gmelin.
Desde 1733 hasta 1743 realizó un viaje científico de exploración por Siberia. Describe la posición del río Yeniséi como frontera natural entre Europa y Asia, participando además en la medición de la temperatura más baja registrada, en los pocos años de registros, en Yeniseysk. También fue la primera persona en medir el hecho de que el nivel del mar Caspio estaba abajo el del mar Mediterráneo.
La obra cumbre y su mayor trabajo fue Flora Sibirica (4 vols., 1749-1750) y Reisen durch Sibirien (4 vols., 1753).
Sus últimos años los pasó en su pueblo natal ejerciendo de profesor de medicina en la Universidad de Tubinga, cargo al que accedió en 1749.

## Algunas publicaciones
- Voyage au Kamtchatka par la Sibérie, Ámsterdam 1779

- Voyage en Sibérie v. 1, Desaint, 1767, 324 p.

- Voyage En Siberie (1767), v. 2. Reimpreso en 2009 de Kessinger Publ. 336 p. ISBN 1104524783, ISBN 9781104524784

- Rhabarbarum Officinarum, con Victor Bengel. Ed. Erhard, 32 p. 1752

- Flora sibirica sive historia plantarum sibiriae, v. 1, Ex typographia academiae scientarum, 1747

- Flora sibirica sive historia plantarum sibiriae, v. 2, Ex typographia academiae scientarum, 1749

- Flora sibirica sive historia plantarum sibiriae, v. 3, Ex typographia academiae scientarum, 1749

- Sermo de novorum vegetabilium post creationem divinum exortu 148 p. 1749

- Joannis Georgii Gmelini Reliquias quae supersunt commercii epistolici cum Carolo Linnaeo, Alberto Hallero, Guilielmo Stellero et al., Floram Gmelini sibiricam ejusque Iter sibiricum potissimum concernentis ... curavit Guil. Henr. Theodor Plieninger. Addita Autographa lapide impressa, Stuttgartiae 1861

- D. Johann Georg Gmelins Reise durch Sibirien, von dem Jahr 1733 bis 1743, 4 v. Gotinga 1751-1752. Neuausgabe: Johann Georg Gmelin: Expedition ins unbekannte Sibirien. Jan Thorbecke Verlag, Stuttgart 1999.
- Leben Herrn Georg Wilhelm Stellers : gewesnen Adiuncti der Kayserl, Frankfurt 1748

## Honores

### Eponimia
Género
- (Lamiaceae) Gmelina L.[2]
- La abreviatura «J.G.Gmel.» se emplea para indicar a Johann Georg Gmelin como autoridad en la descripción y clasificación científica de los vegetales.[3]

Especies + de 230
- (Alliaceae) Allium gmelinianum Miscz. ex Grossh.[5]

- (Apiaceae) Angelica gmelinii (DC.) Pimenov[6]

- (Asteraceae) Hieracium gmelinii Schreb. ex Froel.[7]

- (Ranunculaceae) Anemone gmeliniana Presl ex Pritz.[8]

- (Salicaceae) Salix gmeliniana Turcz.[9]